# Mariene ecoregio Golf van Panama
De Mariene ecoregio Golf van Panama (170) (Engels: Panama Bight marine ecoregion) is een biogeografische regio en ligt in het oosten van de Grote Oceaan in de Mariene provincie Tropische Oostelijke Stille Oceaan (43) in het Marien rijk Tropische Oostelijke Stille Oceaan. De mariene ecoregio is vastgesteld door het World Wide Fund for Nature en The Nature Conservancy en is vernoemd naar de Golf van Panama.
In het noordwesten grenst het gebied aan de mariene ecoregio Nicoya (168), in het westen aan de mariene ecoregio Cocoseilanden (169) en in het zuiden aan de mariene ecoregio Guayaquil (171).

## Geografie
De mariene ecoregio ligt in het oosten van de Grote Oceaan voor de zuidkust van Panama, de westkust van Colombia en de noordwestkust van Ecuador. Het gebied strekt zich uit van de zuidkant van het schiereiland Azuero tot aan de Cabo Pasado (ten noorden van de plaatsen Bahía de Caráquez en Manta) en omvat onder andere de Golf van Panama en de wateren rond het eiland Malpelo.
Door het gebied stroomt de Panamastroom en tijdens El Niño de El Niñostroom.

## Biogeografie
Het gebied kent zeeleven dat houdt van tropische temperaturen.